# Takahasi Naoko
Takahasi Naoko (japánul: 高橋 尚子) (Gifu, 1972. május 6. –) olimpiai bajnok japán atléta, maratoni futó.

## Pályafutása
1998-ban 2.25:48-as új japán rekorddal győzött a Nagoja maratonon. 2000 márciusában újfent megnyerte ezt a viadalt, így az esélyesek között tartották számon az olimpiai játékokon. Sydney-ben a mezőny második legjobbjának számított az egyéni rekordokat tekintve, egyedül a kenyai Tegla Loroupénak volt jobb időeredménye az olimpiát megelőzően. A versenyt Marleen Renders kezdte a legjobban, majd Lidia Simon vette át a vezetést. Naoko a táv utolsó harmadában az élre állt, és végül mindössze nyolc másodperc előnyben a román Simon előtt, de új olimpiai rekorddal aranyérmes lett.
Sydney után folytatódott sikersorozata. A 2001-es berlini maratonon 2.19:46-os új világrekorddal győzött. Ő lett az első nő, aki két óra húsz perc alatt futotta le a maraton távját. Rekordja mindössze egy hétig volt életben, a kenyai Catherine Ndereba ugyanis majd egy perccel javította meg csúcsát a Chicago maratonon.
2002-ben újfent győzött Berlinben, majd 2005-ben első lett a tokiói maratonon. 2008 októberében visszavonult a versenysporttól. Igaz később még futott különböző maratonokon, de ezeken már csak az amatőrökkel egy szinten teljesített.

## Egyéni legjobbjai
- 1500 méteres síkfutás - 4:22,89 s (1994)
- 3000 méteres síkfutás - 9:13,00 s (1994)
- 5000 méteres síkfutás - 15:21,15 s (1998)
- 10 000 méteres síkfutás - 31:48,23 s (1996)
- Félmaraton - 1.08:55 s (2000)
- Maratoni futás - 2.19:46 s (2001)